# Medelstads härad

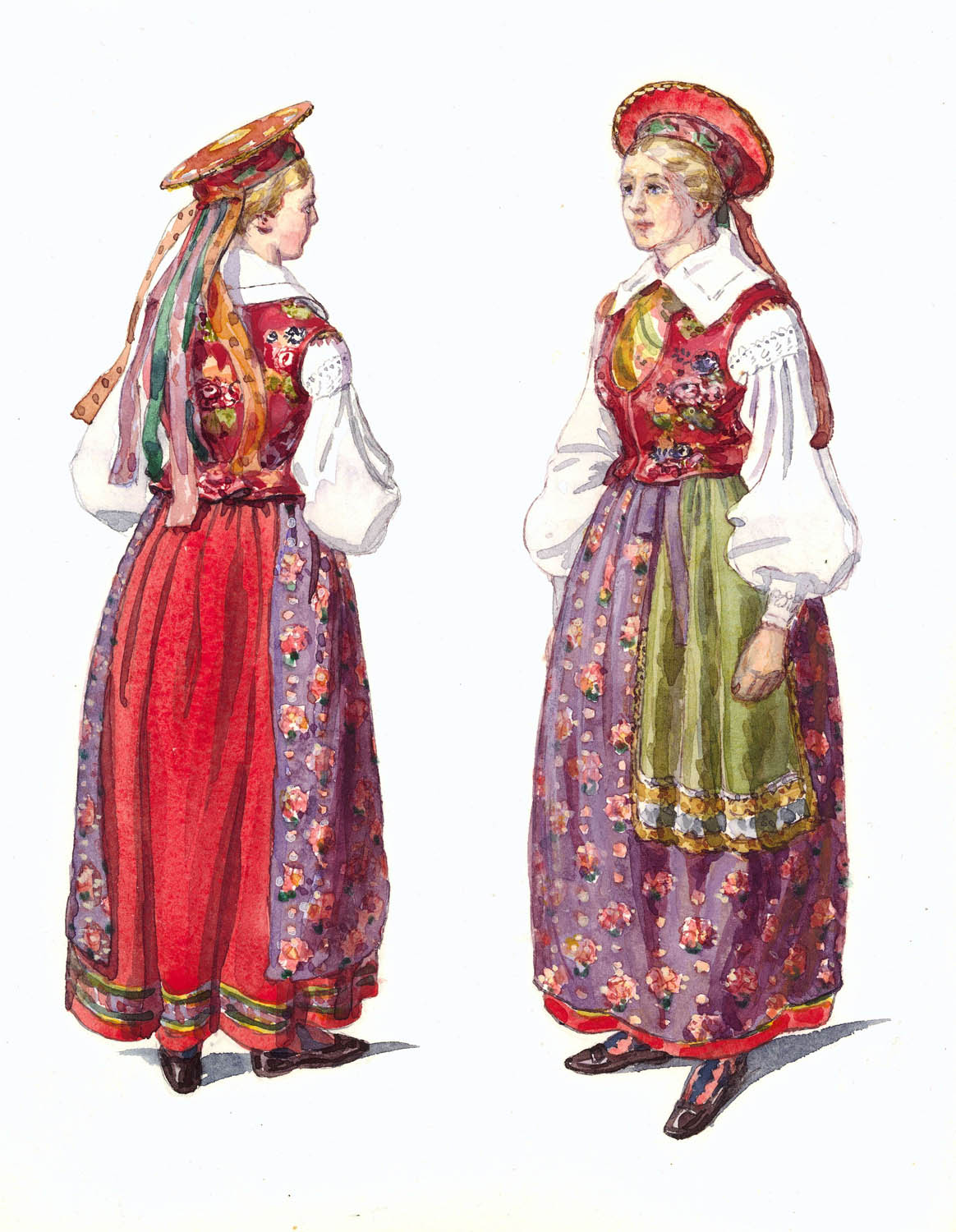
Kvinnodräkt, Medelstads härad, Blekinge. Akvarell av Emelie von Walterstorff, Nordiska museet.

Medelstads härad var ett härad östra Blekinge och Blekinge län som numera utgör delar av Karlskrona kommun och Ronneby kommun. Häradets areal var 1016,15 kvadratkilometer varav 965,49 land.  Tingsplats var Ronneby.
Ortnamnet har också stavats Medelsta, men bara i vissa sammanhang.

## Häradsvapen
Blasonering: "I blått fält en krönt bokstavsversal M, allt av guld".
Vapnet är ej officiellt fastställt.

## Socknar
I Karlskrona kommun
- Aspö
- Fridlevstad
- Hasslö
- Nättraby
- Sillhövda
- Tving

I Ronneby kommun
- Backaryd
- Edestad
- Eringsboda
- Förkärla
- Hjortsberga
- Listerby
- Ronneby

## Län, fögderier, tingslag, domsagor och tingsrätter
Häradet hörde till Blekinge län. Församlingarna tillhör(de) Lunds stift.
Häradet och dess socknar tillhörde följande fögderier:
- 1720-1885 Östra och Medelstads fögderi
- 1886-1917 Östra fögderi
- 1918-1990 Ronneby fögderi (Edestads socken, Förkärla socken, Hjortberga socken och Listerby socken till Karlskrona fögderi mellan 1918 och 1946, Aspö socken, Hasslö socken och Nättraby socken till Karlskrona fögderi från 1918 till 1991, Fridlevstads socken, Sillhövda socken och Tvings socken till Karlskrona fögderi från 1 juli 1946 till 1991, Eringsboda socken till Karlskrona fögderi från 1952 till 1991)

Häradet och dess socknar tillhörde följande domsagor/tingsrätter (häradets tingsplats var Ronneby):
- 1683-1947 Medelstads tingslag i
  - 1683-1694 Medelstads och Östra härads domsaga
  - 1695-1755 Medelstads, Östra, Listers och Bräkne härads domsaga
  - 1756-1762 Medelstads härads domsaga
  - 1763-1770 Medelstads, Östra, Listers och Bräkne härads domsaga
  - 1771-1848 Medelstads och Östra härads domsaga
  - 1849-1936 Medelstads härads domsaga
  - 1937-1947 Östra och Medelstads domsaga
- 1948-1970 Östra och Medelstads tingslag i Östra och Medelstads domsaga Hit överfördes sedan från Bräkne och Karlshamns domsaga 1952 Öljehults socken och 1967 Bräkne-Hoby socken och Aspö socken överfördes till Karlskrona rådhusrätt från 1952

- 1971-1974 Östra och Medelsta tingsrätt och dess domsaga
- 1974-2001, 1 juli Karlskrona tingsrätt och dess domsaga för de socknar som då tillhörde Karlskrona kommun
- 1975 - 2001 Ronneby tingsrätt och dess domsaga för de socknar som tillhörde Ronneby kommun
- 2001- Blekinge tingsrätt

## Häradshövdingar
Se respektive domsaga